# ニセ医者と呼ばれて 〜沖縄・最後の医介輔〜
ヒューマンドラマスペシャル『ニセ医者と呼ばれて 〜沖縄・最後の医介輔〜』（ヒューマンドラマスペシャル『ニセいしゃとよばれて 〜おきなわ・さいごのいかいほ〜』）は、読売テレビが制作し、日本テレビ系で、2010年12月9日の21:00 - 22:48（JST）に放送されたスペシャルドラマ。主演は堺雅人。視聴率8.2%。

## 概要
戦後間もない1959年（昭和34年）、アメリカの統治下であった頃の沖縄が舞台となっている。その当時の沖縄は深刻な医師不足に悩まされており、この状況を打破するため、アメリカ国民政府は、衛生兵などの経験・経歴を持った人物を、医師免許を持たない代用医師として認定し、医療行為に当たらせた。これが“医介輔”の起こりである。
当作品は、2008年10月まで現役の医介輔として実在した宮里善昌がモデルとなっており、宮里の次男で医師の宮里善次が医療監修としてスタッフに加わっている。
2011年11月2日25時59分に、第66回文化庁芸術祭参加作品として再放送。日本民間放送連盟賞 テレビドラマ種目において優秀賞を受賞した。

## 出演
- 宮前良明：堺雅人

本作の主人公で「医介補」。
- 仲前由美：尾野真千子

良明の診療所を訪れた若い主婦。
- 仲前雄太：阿部力

由美の夫で漁師。
- 新垣真治：今井雅之
- 院長：津川雅彦
- 宮前ハナ：寺島しのぶ

良明の妻。良明の診療所の手伝いもしている。
- その他：久保晶、五月晴子、屋良学、井上麻美、佐藤せつじ、前田知恵、細越みちこ、永井慎一、伊藤秀優、伊藤桃香、戸松恵哉、鈴木翼、鈴木星那、武田聖爾、真田せつこ、吉沢眞人、九太朗、今野ひろみ、佐藤豊美

## 事前番組
どちらの番組とも、放送時間は制作局である読売テレビ基準とする。
ヒューマンドラマスペシャル「ニセ医者と呼ばれて 〜沖縄・最後の医介輔〜」撮影現場に密着!
2010年12月5日の16:55 - 17:25に放送。ドラマのメイキングや見どころ、出演者を代表して堺・寺島・尾野、物語のモデルとなった宮里善昌のインタビューを放送。放送当日である同年12月9日の10:25 - 10:55にも再放送した。
まもなく!ヒューマンドラマスペシャル「ニセ医者と呼ばれて」
本編開始6分前にあたる2010年12月9日の20:54 - 21:00に放送。

## スタッフ
- 脚本：遊川和彦
- 演出：国本雅広
- 音楽：羽毛田丈史
- 主題歌：ji ma ma「海鳴り」
- ナレーション：桐本琢也
- 医療監修：宮里善次
- 取材協力：宮里善昌、宮里善次、富山光枝
- 特殊メイク：江川悦子、大宜見健次
- 操演：岸浦秀一
- 美術デザイナー：寺井雄二
- 映像提供：日本テレビ
- 技術協力：NiTRo
- 美術協力：日本テレビアート
- 装飾：京映アーツ
- 編集・MA：映広
- CG：マリンポスト
- スタジオ：日活撮影所
- ロケ協力：伊江村、今帰仁村、羽生フィルムコミッション　ほか
- 企画：田中壽一
- チーフプロデューサー：堀口良則
- プロデューサー：岡本浩一、大森美孝
- 製作プロダクション：日テレアックスオン
- 制作著作：ytv（読売テレビ）

## ネット局
| 放送対象地域   | 放送局                    | 系列                                         | 放送日と時間（JST）                | 備考       |
| -------------- | ------------------------- | -------------------------------------------- | ---------------------------------- | ---------- |
| 近畿広域圏     | 読売テレビ（ytv）         | 日本テレビ系列                               | 2010年12月9日 21時00分 - 22時48分  | 制作局     |
| 北海道         | 札幌テレビ（STV）         | 日本テレビ系列                               | 2010年12月9日 21時00分 - 22時48分  | 同時ネット |
| 青森県         | 青森放送（RAB）           | 日本テレビ系列                               | 2010年12月9日 21時00分 - 22時48分  | 同時ネット |
| 岩手県         | テレビ岩手（TVI）         | 日本テレビ系列                               | 2010年12月9日 21時00分 - 22時48分  | 同時ネット |
| 宮城県         | ミヤギテレビ（MMT）       | 日本テレビ系列                               | 2010年12月9日 21時00分 - 22時48分  | 同時ネット |
| 秋田県         | 秋田放送（ABS）           | 日本テレビ系列                               | 2010年12月9日 21時00分 - 22時48分  | 同時ネット |
| 山形県         | 山形放送（YBC）           | 日本テレビ系列                               | 2010年12月9日 21時00分 - 22時48分  | 同時ネット |
| 福島県         | 福島中央テレビ（FCT）     | 日本テレビ系列                               | 2010年12月9日 21時00分 - 22時48分  | 同時ネット |
| 関東広域圏     | 日本テレビ（NTV）         | 日本テレビ系列                               | 2010年12月9日 21時00分 - 22時48分  | 同時ネット |
| 山梨県         | 山梨放送（YBS）           | 日本テレビ系列                               | 2010年12月9日 21時00分 - 22時48分  | 同時ネット |
| 新潟県         | テレビ新潟（TeNY）        | 日本テレビ系列                               | 2010年12月9日 21時00分 - 22時48分  | 同時ネット |
| 長野県         | テレビ信州（TSB）         | 日本テレビ系列                               | 2010年12月9日 21時00分 - 22時48分  | 同時ネット |
| 静岡県         | 静岡第一テレビ（SDT）     | 日本テレビ系列                               | 2010年12月9日 21時00分 - 22時48分  | 同時ネット |
| 富山県         | 北日本放送（KNB）         | 日本テレビ系列                               | 2010年12月9日 21時00分 - 22時48分  | 同時ネット |
| 石川県         | テレビ金沢（KTK）         | 日本テレビ系列                               | 2010年12月9日 21時00分 - 22時48分  | 同時ネット |
| 福井県         | 福井放送（FBC）           | 日本テレビ系列 テレビ朝日系列                | 2010年12月9日 21時00分 - 22時48分  | 同時ネット |
| 中京広域圏     | 中京テレビ（CTV）         | 日本テレビ系列                               | 2010年12月9日 21時00分 - 22時48分  | 同時ネット |
| 鳥取県・島根県 | 日本海テレビ（NKT）       | 日本テレビ系列                               | 2010年12月9日 21時00分 - 22時48分  | 同時ネット |
| 広島県         | 広島テレビ（HTV）         | 日本テレビ系列                               | 2010年12月9日 21時00分 - 22時48分  | 同時ネット |
| 山口県         | 山口放送（KRY）           | 日本テレビ系列                               | 2010年12月9日 21時00分 - 22時48分  | 同時ネット |
| 徳島県         | 四国放送（JRT）           | 日本テレビ系列                               | 2010年12月9日 21時00分 - 22時48分  | 同時ネット |
| 香川県・岡山県 | 西日本放送（RNC）         | 日本テレビ系列                               | 2010年12月9日 21時00分 - 22時48分  | 同時ネット |
| 愛媛県         | 南海放送（RNB）           | 日本テレビ系列                               | 2010年12月9日 21時00分 - 22時48分  | 同時ネット |
| 高知県         | 高知放送（RKC）           | 日本テレビ系列                               | 2010年12月9日 21時00分 - 22時48分  | 同時ネット |
| 福岡県         | 福岡放送（FBS）           | 日本テレビ系列                               | 2010年12月9日 21時00分 - 22時48分  | 同時ネット |
| 長崎県         | 長崎国際テレビ（NIB）     | 日本テレビ系列                               | 2010年12月9日 21時00分 - 22時48分  | 同時ネット |
| 熊本県         | くまもと県民テレビ（KKT） | 日本テレビ系列                               | 2010年12月9日 21時00分 - 22時48分  | 同時ネット |
| 鹿児島県       | 鹿児島読売テレビ（KYT）   | 日本テレビ系列                               | 2010年12月9日 21時00分 - 22時48分  | 同時ネット |
| 沖縄県         | 琉球放送（RBC）           | TBS系列                                      | 2010年12月29日 11時55分 - 13時55分 | 20日遅れ   |
| 宮崎県         | テレビ宮崎（UMK）         | フジテレビ系列 日本テレビ系列 テレビ朝日系列 | 2011年1月5日 14時20分 - 16時10分   | 27日遅れ   |
| 大分県         | テレビ大分（TOS）         | フジテレビ系列 日本テレビ系列                | 2011年2月18日 14時05分 - 16時00分  | 71日遅れ   |